# Centrale nationale des employés
Pour les articles homonymes, voir CNE.
La Centrale nationale des employés (CNE) est l'une des plus importantes centrales syndicales de Belgique. Elle est membre de la Confédération des syndicats chrétiens (CSC).
Elle affirme compter 167 000 affiliés et 60 permanents.
Son secrétaire général est Felipe Van Keirsbilck depuis septembre 2009.
La CNE est active en Wallonie (y compris dans la région de langue allemande) et à Bruxelles. Elle représente les employés et les cadres dans tout le secteur privé (industrie, commerce, finance, non-marchand, etc.).